# Kristina Si
Kristina Si (рус. Кристи́на Си; настоящее имя — Кристи́на Эльха́новна Саркися́н; род. 9 марта 1991 года, Тула, РСФСР, СССР), — российская и армянская певица. Наиболее широкую известность получила после подписания контракта со звукозаписывающим лейблом Black Star в 2013 году, сотрудничество с которым закончила в 2018 году. С декабря 2022 года является артисткой лейбла GAZ. В конце 2024 года сменила псевдоним на KISO.

## Биография
Кристина Эльхановна Саркисян родилась в семье цирковых артистов. До 6 лет вместе с родителями переезжала из города в город, жила в передвижном цирке, владельцами которого являлись её родители. В возрасте 6 лет, Саркисян начала заниматься в музыкальной школе. В течение трёх лет она занималась игрой на фортепиано, после чего перешла на эстрадно-джазовый вокал. Переехала жить в Москву в 2008 году и поступила в Институт современного искусства на кафедру эстрадно-джазового пения.
В 2010 году произошло её знакомство с композитором Павлом Мурашовым, ставшим впоследствии автором её первой композиции под названием «Я улетаю». Летом 2011 года Кристина Саркисян выпустила новый сингл, а также клип на композицию «Начинаю забывать».
Сотрудничество Black Star и Кристины Си началось в 2011 с записи совместного трека певицы и артиста лейбла — Music Hayk. В начале 2013 года у Саркисян вышел сингл «Зима». В марте этого же года она стала артистом лейбла и единственной, на тот момент, девушкой на Black Star. Первой работой на лейбле Black Star Inc. стал сингл «Ну ну да». Редакция портала Rap.ru поместила «Ну ну да» на десятое место в списке «50 лучших песен 2013» и клип на эту песню на пятое место в списке «Клипы года. Русская версия».
В июне 2015 была в жюри танцевального конкурса «Just Dance» от A-One.
В ноябре 2016 года певице был на три года запрещён въезд на Украину. Как сообщил ТАСС со ссылкой на пресс-службу Госпогранслужбы Украины, это связано с её выступлением в Крыму, состоявшимся летом того же года.
28 ноября 2016 года Kristina Si выпустила свой дебютный альбом под названием «Светом во тьме». В альбом вошло 15 композиций, среди которых совместные работы с артистом лейбла Black Star Скруджи и рэпером Dima No One.
2017 год для певицы был очень насыщенным и непростым, в марте в рамках Mercedes-Benz Fashion Week в Москве состоялся очередной показ, одной из звёзд которого стала Kristina Si , летом того же года Kristina Si вошла в состав звездного жюри кастинга «Попади в телек по любви» на телеканале «СТС LOVE».
Благодаря большому количеству поклонников среди подростков Кристина Си победила в номинации «Любимая певица» в детской премии от телеканала «СТС» — «Дай Пять».
В ноябре 2017 года Kristina Si дала эксклюзивное интервью для «Fashion People», где рассказала о работе с «Black Star» и об идеальном мужчине, также Кристина попала на обложку журнала.
По итогам 2017 года Kristina Si попала в топ 100 самых популярных рэп-исполнителей по версии телеканала «MTV RUSSIA» и заняла 15-е место, клип на песню «Тебе не будет больно» попал в топ 50 лучших клипов года по мнению телеканала «Музыка Первого» и занял 25 место и по мнению СМИ, Кристина является одним из самых востребованных и дорогостоящих артистов продюсерского центра Black Star.
В марте 2018 года лейбл Black Star Inc. объявил о прекращении контракта с Кристиной Саркисян, о чём они сообщили на своей странице в Instagram. Права на псевдоним и песни исполнительницы остались у лейбла. Кристина заявила, что не намерена покидать сцену и что она намерена продолжать карьеру. В апреле 2018 года она выпустила свою линию одежды.
В марте 2019 года Кристина подала в суд на лейбл Black Star, потребовав признать факт нарушения прав на её псевдоним и опубликовать все авторские и смежные права на её произведения, выпущенные в период сотрудничества с лейблом.
23 августа 2019 лейбл Black Star всё-таки разрешает пользоваться Кристине Си своим псевдонимом и даёт права на исполнение песен, которые были записаны на лейбле.
В конце ноября 2024 года выпустила мини-альбом из пяти треков и сменила псевдоним на KISO.

## Дискография

### Студийный альбом
- «Светом во тьме» (2016)

### Синглы
- 2011 — «Я улетаю»
- 2011 — «Начинаю забывать»
- 2011 — «Хочу сказать» (feat. Music Hayk)
- 2012 — «Bad Boy»
- 2012 — «Не рядом»
- 2013 — «Зима»
- 2013 — «Ну ну да»
- 2013 — «Разряд» (feat. DJ Pill.One)
- 2013 — «Посмотри» (feat. Тимати)
- 2013 — «Планета» (feat. Мот)
- 2014 — «Мне не смешно»
- 2014 — «Mama Boss»
- 2014 — «Юрик» (Diss на Юрия Хованского)
- 2014 — «Ты готов услышать нет?» (feat. Natan)
- 2014 — «В твоих — моих мечтах»
- 2015 — «Не обижай меня»
- 2015 — «Мы так и не узнали» (feat. Хатын)
- 2016 — «Хочу»
- 2016 — «X»
- 2016 — «Космос»
- 2016 — «Тебе не будет больно»
- 2017 — «В твоих, моих мечтах»
- 2018 — «Рассвет»
- 2018 — «Из-за тебя»
- 2018 — «Тадж-Махал»
- 2018 — «Не узнали»
- 2019 — «MAMI»
- 2019 — «Вечериночка»
- 2020 — «Река»
- 2020 — «Остаться внутри» (feat. Krec)
- 2020 — «Ждать тебя»
- 2020 — «Крис Кроссы»
- 2020 — «Hasta la vista»
- 2020 — «Просто возьми»
- 2021 — «Где мои подарки?»
- 2021 — «Me so bad»
- 2021 — «Say My Name»
- 2021 — «FWB»
- 2021 — «Chem Haskanum» (feat. Maléna)
- 2022 — «В фиолетовых тонах»
- 2022 — «Двигай» (feat. Jaman T)
- 2022 — «На губах»
- 2022 — «Bad For You»
- 2022 — «Осень» (feat. Yangy)
- 2022 — «Твой мир»
- 2023 — «Sitroit»
- 2023 — «Когда рядом ты»
- 2023 — «Между нами»
- 2023 — «В ту ночь»
- 2023 — «После тебя»
- 2024 — «Snoopy»  (feat. Tony Souljah)

### Участие на альбомах других исполнителей
- L’One — «Спутник» («Бонни и Клайд»), «Гравитация» («Черёмуха»)
- Мот — «Чёрточка» («Планета»)
- MC Doni — «В пути» («Султан»)
- Rodionis — «Not Sad Anymore» («Sad Party Tape»)
- Каста — «Альбомба» («Кто сказал жених»)[19]
- The Dawless, Gol'd — «Broken aux» («Leto»)
- 8 Miracle — «Best Days Ever» («Nobody»)
- The Dawless – «Worldwide» («Снова о тебе», «Тачки»)

## Видеография
| Год  | Клип                                 |
| ---- | ------------------------------------ |
| 2011 | Хочу сказать (feat. Music Hayk)      |
| 2012 | Начинаю Забывать                     |
| 2012 | Bad Boy                              |
| 2013 | Ну Ну Да                             |
| 2013 | Посмотри (feat. Тимати)              |
| 2013 | Планета (feat. Мот)                  |
| 2014 | Мне не смешно                        |
| 2014 | Mama Boss                            |
| 2014 | Юрик                                 |
| 2015 | Ты готов услышать нет? (feat. Natan) |
| 2015 | Султан (feat. MC Doni)               |
| 2016 | Хочу                                 |
| 2016 | Космос                               |
| 2016 | Секрет (feat. Скруджи)               |
| 2016 | Кто тебе сказал? (feat. Dima No One) |
| 2017 | Тебе не будет больно                 |
| 2017 | Х                                    |
| 2018 | Рассвет                              |
| 2019 | MAMI                                 |
| 2020 | Река                                 |
| 2020 | Из-за тебя                           |
| 2021 | Me so bad                            |
| 2021 | FWB                                  |
| 2023 | Sitroit                              |
| 2023 | Между нами (вертикальное видео)      |
| 2023 | Leto (feat. The Dawless, Gol'd)      |

#### Муд Видео
| Год  | Клип          |
| ---- | ------------- |
| 2020 | Просто возьми |
| 2022 | Bad For You   |

## Награды
| Год  | Награда              | Номинированная работа | Категория                 | Результат |
| ---- | -------------------- | --------------------- | ------------------------- | --------- |
| 2014 | OOPS! CHOICE AWARDS  | Kristina Si           | «R&B/Hip-hop — проект»    | Номинация |
| 2014 | OOPS! CHOICE AWARDS  | Kristina Si           | «Лучшая танцующая звезда» | Номинация |
| 2015 | OOPS! CHOICE AWARDS  | Kristina Si           | «R&B/Hip-hop — проект»    | Номинация |
| 2016 | OOPS! CHOICE AWARDS  | Kristina Si           | «Лучший сольный проект»   | Номинация |
| 2016 | OOPS! CHOICE AWARDS  | Не обижай меня        | «Лучший cингл»            | Номинация |
| 2016 | TOP HIT MUSIC AWARDS | Kristina Si           | «Радиовзлёт 2016»         | Победа    |
| 2016 | «Женщина года»       | Kristina Si           | «Певица года»             | Номинация |
| 2016 | Russian MusicBox     | Kristina Si           | «ХИП-ХОП ГОДА»            | Номинация |
| 2016 | Russian MusicBox     | Хочу                  | «Креатив года»            | Номинация |
| 2016 | Russian MusicBox     | Хочу                  | «Песня года»              | Номинация |
| 2017 | «Дай Пять!»          | Kristina Si           | «Любимая певица»          | Победа    |
| 2017 | Премия «RU.TV»       | Kristina Si           | «Фан или профан»          | Номинация |
| 2017 | «Женщина года»       | Kristina Si           | «Певица года»             | Номинация |